# Armamar
Armamar (ɐɾmɐ'maɾ) è un comune portoghese di 7 492 abitanti situato nel distretto di Viseu.

## Società

### Evoluzione demografica
| Popolazione di Armamar (1801 – 2004) | Popolazione di Armamar (1801 – 2004) | Popolazione di Armamar (1801 – 2004) | Popolazione di Armamar (1801 – 2004) | Popolazione di Armamar (1801 – 2004) | Popolazione di Armamar (1801 – 2004) | Popolazione di Armamar (1801 – 2004) | Popolazione di Armamar (1801 – 2004) | Popolazione di Armamar (1801 – 2004) |
| ------------------------------------ | ------------------------------------ | ------------------------------------ | ------------------------------------ | ------------------------------------ | ------------------------------------ | ------------------------------------ | ------------------------------------ | ------------------------------------ |
| 1801                                 | 1849                                 | 1900                                 | 1930                                 | 1960                                 | 1981                                 | 1991                                 | 2001                                 | 2004                                 |
| 3641                                 | 4882                                 | 12092                                | 11330                                | 12159                                | 9426                                 | 8677                                 | 7492                                 | 7318                                 |

## Freguesias
- Aldeias
- Aricera e Goujoim
- Armamar (comprende Coura e Tões)
- Cimbres
- Folgosa
- Fontelo
- Queimada
- Queimadela
- Santa Cruz, anteriormente Santa Cruz de Lumiares
- São Cosmado
- São Martinho das Chãs
- São Romão e Santiago
- Vacalar
- Vila Seca e Santo Adrião